# Thomas George Bonney
Thomas George Bonney (Rugeley, Staffordshire, 27 de julho de 1833 — Cambridge, 10 de dezembro de 1923) foi um geólogo inglês.
Foi laureado com a medalha Wollaston de 1889, concedida pela Sociedade Geológica de Londres.

## Obras
- "Cambridgeshire Geology" (1875)
- "The Story of our Planet" (1893)
- "Charles Lyell and Modern Geology" (1895)
- "Ice Work, Past and Present" (1896)
- "Volcanoes" (1899)